# Col du Grand Fond
Le col du Grand Fond est un col situé en France, en Savoie, dans le massif du Beaufortain. Il est encadré par la pointe de Presset et l'aiguille de la Nova, juste au-dessus du lac et du refuge de Presset et face à la Pierra Menta.

## Géographie
Le sentier de grande randonnée de pays Tour du Beaufortain franchit le col à 2 671 mètres d'altitude au pied de la pointe de Presset. Cependant, le vrai col géographique se trouve à quelques dizaines de mètres au sud-est, à 2 622 mètres d'altitude, au pied de l'aiguille de la Nova ; il n'est franchi par aucun sentier de randonnée bien qu'une trace non balisée partant du lac de Presset permette de le rejoindre.

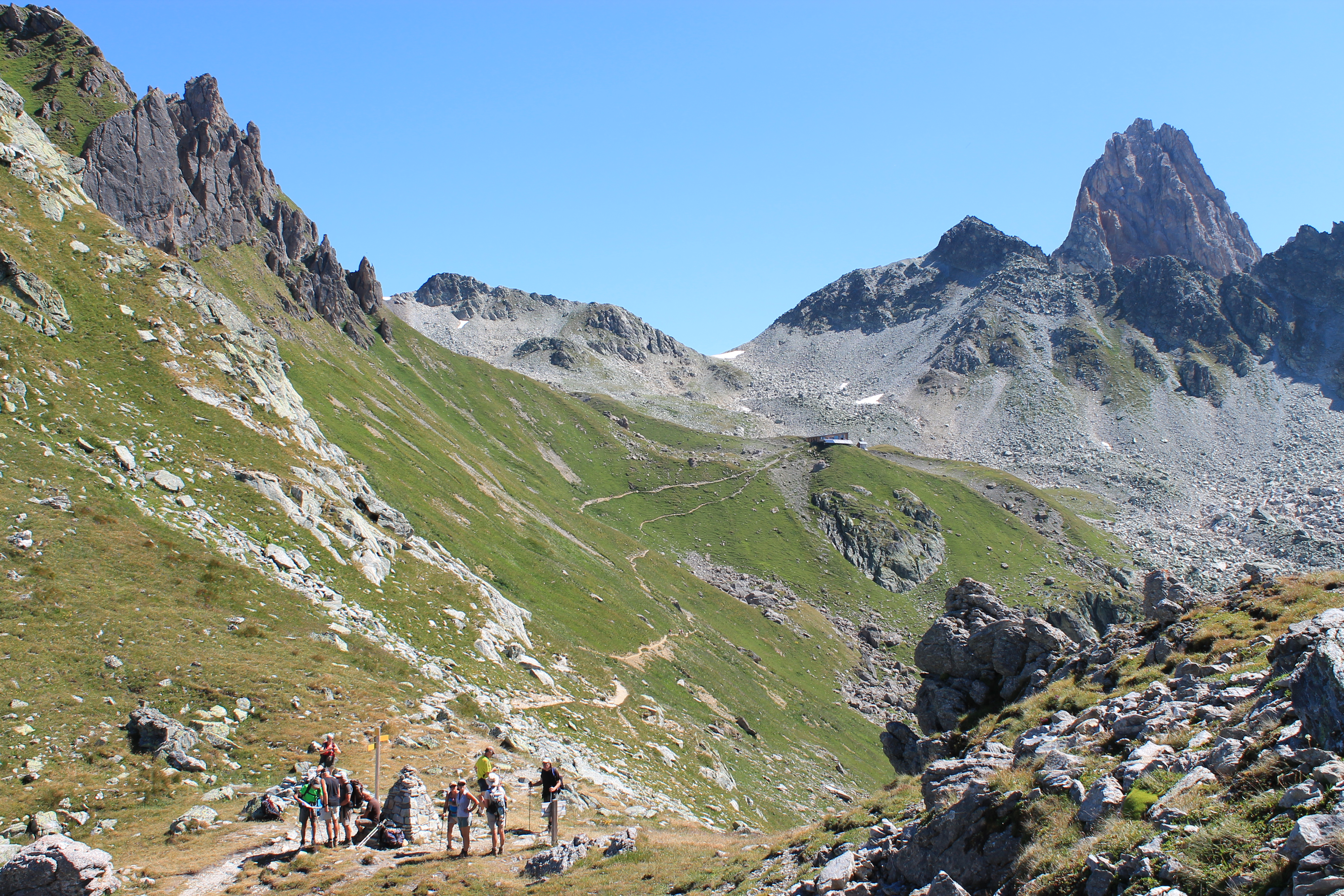
Le refuge de Presset et le col du Grand Fond au pied de l'aiguille de la Nova depuis le col du Bresson au sud-ouest.
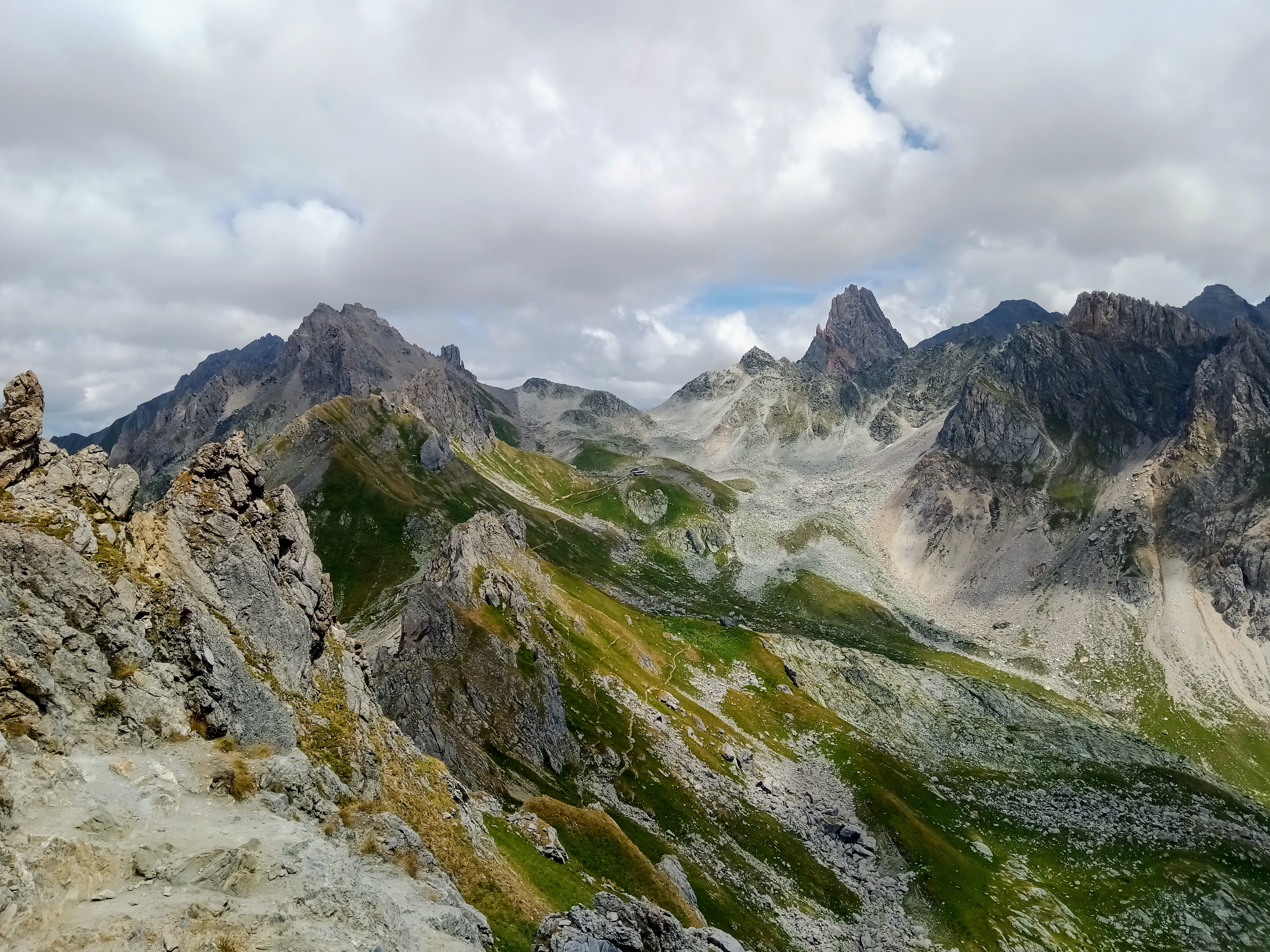
Le col du Grand Fond entre la pointe de Presset (à gauche) et l'aiguille de la Nova (à droite) depuis le Passeur de la Mintaz au sud-ouest.
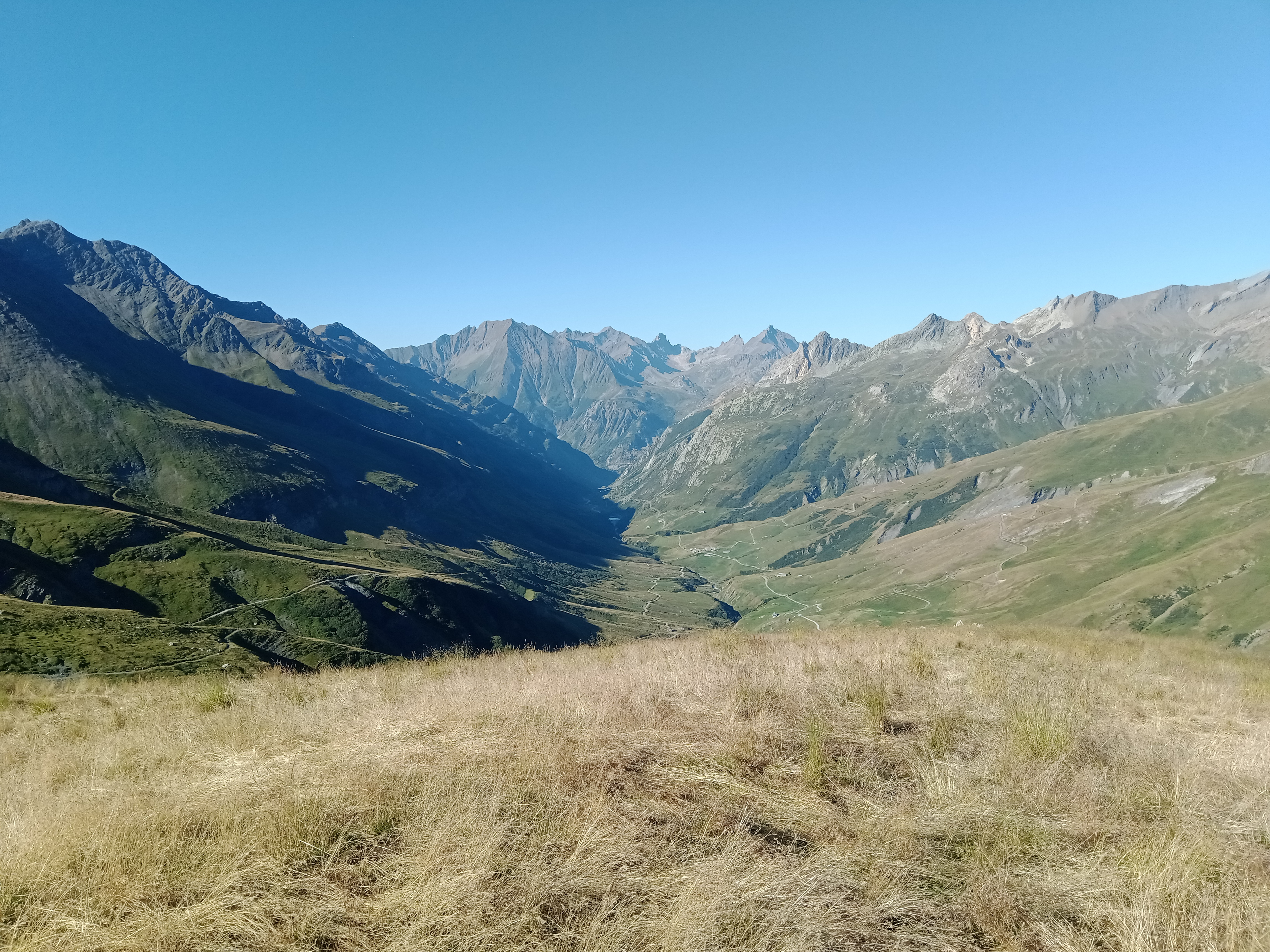
Le col du Grand Fond par-delà la vallée des Glaciers depuis le col de la Seigne au nord-est.
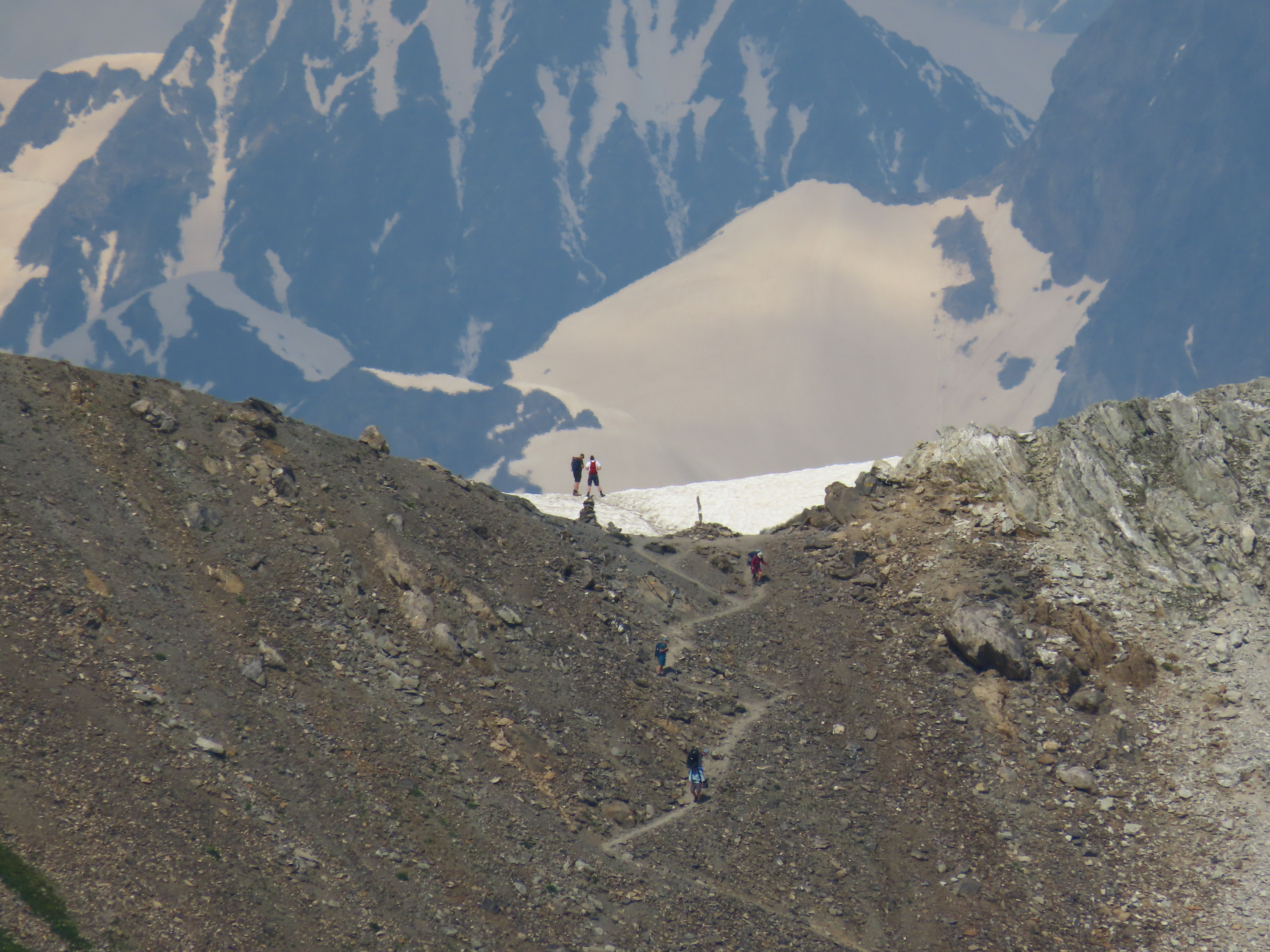
Randonneurs au col vus depuis le Passeur de la Mintaz au sud-ouest.

## Histoire
Le col est vraisemblablement franchi par des troupes de la Wehrmacht dans la nuit du 21 au 22 août 1944 afin de prendre à revers les partisans des maquis de la Tarentaise et du Beaufortain installés aux Chapieux, au nord-est du col,.